# Placide Nguefack
Placide Nguefack est le chef supérieur de Fossong-Wentcheng. 
Il est par ailleurs député RDPC de Dschang à l'Assemblée nationale du Cameroun.

## Biographie

### Carrière
Placide Nguefack devient chef de Fossong-Wentcheng à la mort de son père.

## Œuvres et titres
- Commandeur du mérite camerounais